# Sphaeridia
Sphaeridia é um género de colêmbolos pertencentes à família Sminthurididae.
As espécies deste género podem ser encontradas na Europa e na América do Norte.

## Espécies
Espécies (lista incompleta):
- Sphaeridia aserrata Mari Mutt, 1987
- Sphaeridia asiatica Rusek, 1971
- Sphaeridia aspinosa Bretfeld & Trinklein, 2000